# Alloeotomus germanicus
Germaanse blindwants (Alloeotomus germanicus) is een wants uit de familie van de blindwantsen (Miridae). De soort werd het eerst wetenschappelijk beschreven door Wagner in 1939.

## Uiterlijk
De licht doorschijnende bruin tot oranjebruine wants is macropteer (langvleugelig) en kan 5,5 tot 7 mm lang worden. Het lichaam is bedekt met lange gelige rechtopstaande haren. Het grijze doorzichtige deel van de vleugels heeft donkere ronde vlekjes en op het niet doorzichtige gedeelte van de vleugels zijn deze vlekjes bruin of donkeroranje van kleur. Het halsschild heeft een lichte achterrand en het schildje (scutellum) heeft lichte hoekpunten. De rand van het achterlijf steekt meestal iets onder de vleugels uit en is afwisselend licht en donker geblokt. De wants lijkt hiermee sterk op Alloeotomus gothicus. De afstand tussen de ogen en de beharing van de achterschenen en het tweede antennesegment zijn echter verschillend bij deze twee soorten.

## Leefwijze
De soort kent een generatie per jaar en in gunstige omstandigheden mogelijk een tweede generatie. Ze overwinteren als eitje en de volwassen dieren zijn van juli tot in november waar te nemen in diverse biotopen zoals heide, bossen en tuinen op dennen (Pinus). Ze eten van de bloemen van de den en vullen dit aan met bladluizen en insecteneitjes.

## Leefgebied
De soort komt voor in het Palearctisch gebied en is in Nederland vrij algemeen, met uitzondering van de waddeneilanden en Flevoland.